# Муцолон (Виченца)
Муцолон је насеље у Италији у округу Виченца, региону Венето.
Према процени из 2011. у насељу је живело 139 становника. Насеље се налази на надморској висини од 450 м.